# Білошапка (село)
Білоша́пка (рос. Белошапка) — село у складі Гайського міського округу Оренбурзької області, Росія.

## Населення
Населення — 136 осіб (2010; 195 у 2002).
Національний склад (станом на 2002 рік):
- казахи — 48 %
- росіяни — 34 %